# Filip III (król Nawarry)
Filip III z Nawarry, Filip z Évreux fr. Philip III de Navarre, Philip d’Évreux (ur. 27 marca 1306, zm. 16 września 1343 w Jerez de la Frontera) – francuski arystokrata, najstarszy syn hrabiego Ludwika d’Évreux 1276–1319) i Małgorzaty d'Artois (1285–1311). Wnuk króla Francji – Filipa III Śmiałego i Marii Brabanckiej, po wymarciu dynastii Kapetyngów był jednym z następców tronu francuskiego.
Był starszym bratem Joanny d’Évreux – królowej Francji. W 1319 odziedziczył hrabstwo Évreux, w Normandii, a 10 lat później został królem Nawarry jako Filip III. Nawarrą rządziła jego żona królowa Joanna II z Nawarry, ale oboje oni mieli duży wpływ również na losy Francji. Mieli ośmioro dzieci. Filip umarł podczas Rekonkwisty, w 1343 został śmiertelnie ranny i zmarł w Jerez de la Frontera.

## Dzieci Filipa III i Joanny II
- Maria (1329/30–1347), pierwsza żona Piotra IV Aragońskiego (1319–1387),
- Blanka (1331–1398), druga żona Filipa VI Walezjusza (1293–1350),
- Karol II, król Nawarry (1332–1387),
- Agnieszka (1334–1396), żona Gastona III, hrabiego Foix (1331–1391),
- Filip, hrabia Longueville (1336–1363), mąż Jolandy Dampierre (1331–1395),
- Joanna (1338–1387), zakonnica w Longchamps,
- Joanna (1339–1403), żona Jana I, wicehrabiego Rohan (zm. 1395),
- Ludwik, hrabia Beaumont-le-Roger (1341–1372), mąż Marii z Lizarazu, a później Joanny z Durazzo.